# 黒姫高原スノーパーク
黒姫高原スノーパーク（くろひめこうげんスノーパーク）は、長野県上水内郡信濃町にあるスキー場である。

## 概要
北信五岳のひとつ黒姫山の東斜面に開かれており、信濃町インターチェンジからも近く、初心者から上級者まで楽しめるコースを持つ中規模なスキー場である。
黒姫山の裾野に開けたゲレンデは、上部が中・上級、下部が初級のコースレイアウトとなっており、特に初級コースの割合が高く子供連れの家族がめだつ。その要因として、下部の初級エリアでは、SNOW SMILEという平均斜度12度のファミリーエリアを儲けており、45mのスロープを設けたそり専用ゲレンデや、全長700メートルにもおよぶ国内トップクラスのチュービングコースを設けたり、子供向けのイベントも多数実施している。
以前は上部にもう一つ標高差300m以上の上級コースがあったが、雪付きの悪さと、斜度がきつすぎて、滑れる人が限られたこともあり、現在は廃止されている。
写真のとおり正面には野尻湖、斑尾山が見え、北部には妙高山、南部には飯縄山が眺められる景観のよいスキー場である。豪雪地帯でもあり、トップシーズンは大量の雪が降る。

## ゲレンデ
写真のとおり幅の広い開放的なコースが多い。リフトはクワットリフトが１つにペアリフトが5本となっているが、クワットリフトでコースの6割ほどをカバーできる。

童話の森スノーウェーブは1周3kmと5kmの全日本スキー連盟公認クロスカントリーコースである。

## 交通
- 車 信濃町インターチェンジから約5分
- 電車 しなの鉄道黒姫駅よりバス・タクシーで約10分